# 자바민꼬리과일박쥐
자바민꼬리과일박쥐(Megaerops kusnotoi)는 큰박쥐과에 속하는 박쥐의 일종이다. 인도네시아에서 발견된다.